# Ештрейту-де-Камара-де-Лобуш
Ештре́йту-де-Ка́мара-де-Ло́буш (порт. Estreito de Câmara de Lobos, МФА: [(ɨ)ʃ'tɾɐitu dɨ 'kɐmɐɾɐ dɨ 'lobuʃ]) — селище та муніципальна громада португальського острова Мадейра, у муніципалітеті Камара-де-Лобуш. Населення — 10 236 осіб (2001), площа — 8,14 км². Ештрейту-де-Камара-де-Лобуш статус селища отримала 15 вересня 1994 року.
За колишнім адміністративним поділом (до набуття Мадейрою статусу автономії у 1976 році) Камаша входила до складу Фуншальського адміністративного округу.
Селище розташоване у внітрішній частині острова, на висоті близько 460 метрів над рівнем моря. Тут проходить одна з найдавніших автомобільних доріг острова, що колись зв'язувала місто Фуншал з селищем Рібейра-Брава (сьогодні, коли на острові існують сучасні автомагістралі, дорога популярна серед туристів завдяки своїм мальовничим пейзажам). Північна частина селища і муніципальної громади є більш гористою.
Основним видом діяльності місцевого населення є зайнятість у сільському господарстві і будівництві. Ештрейту-де-Камара-де-Лобуш є найбільшим виробником вина мадери, а також відоме своїм традиційним шашликом з яловичини на лавровому пруті.

## Посилання й примітки

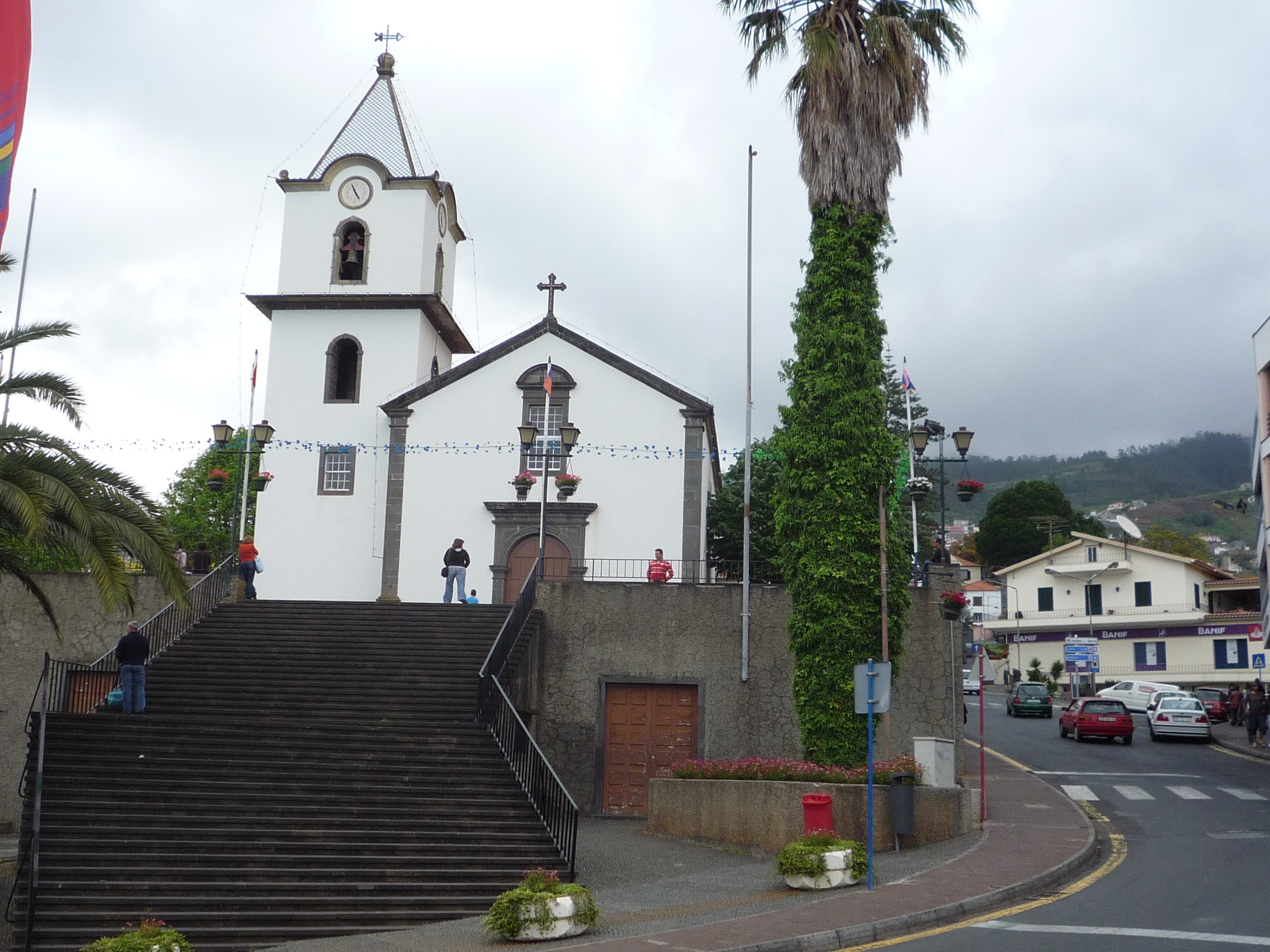
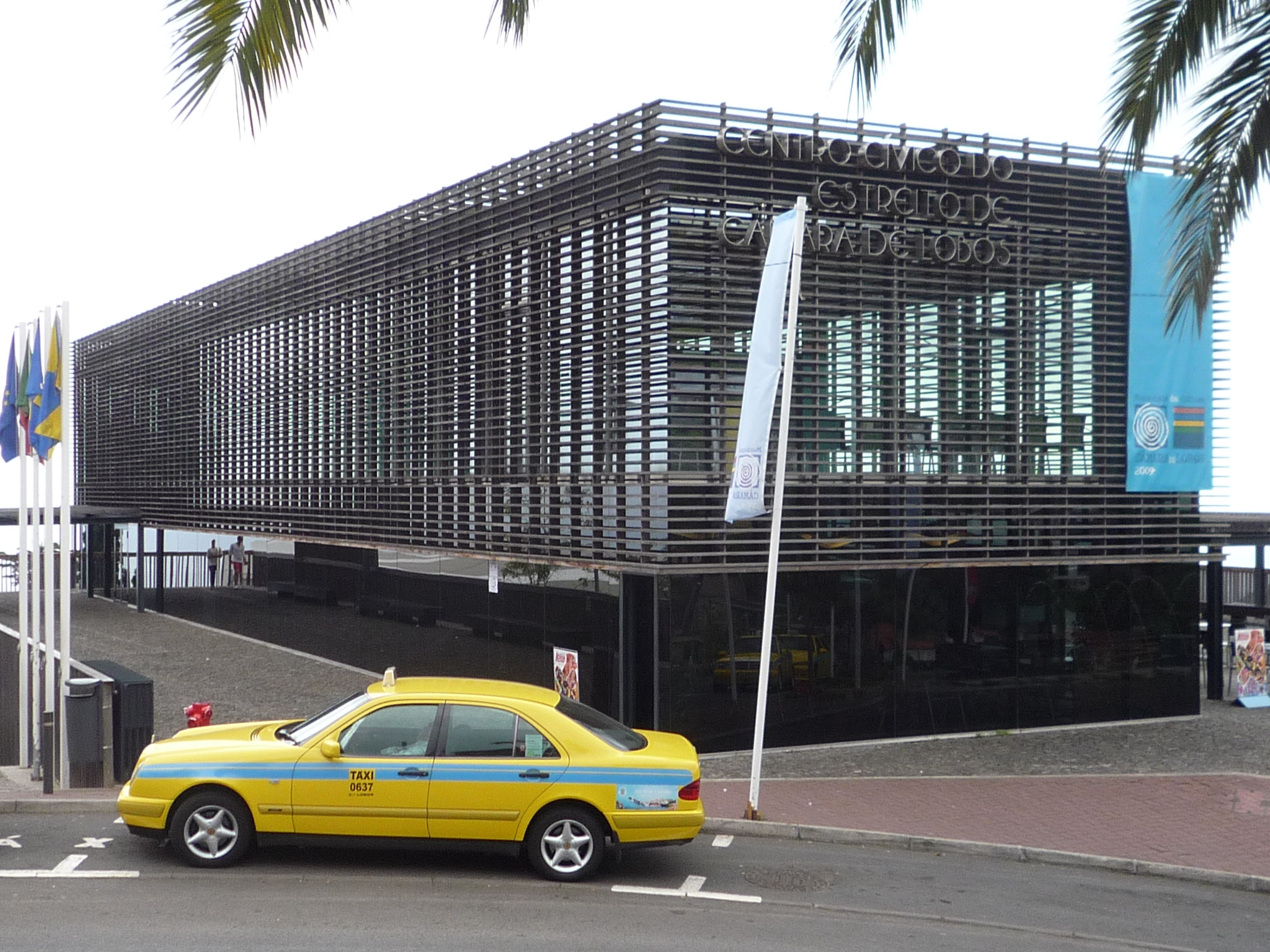
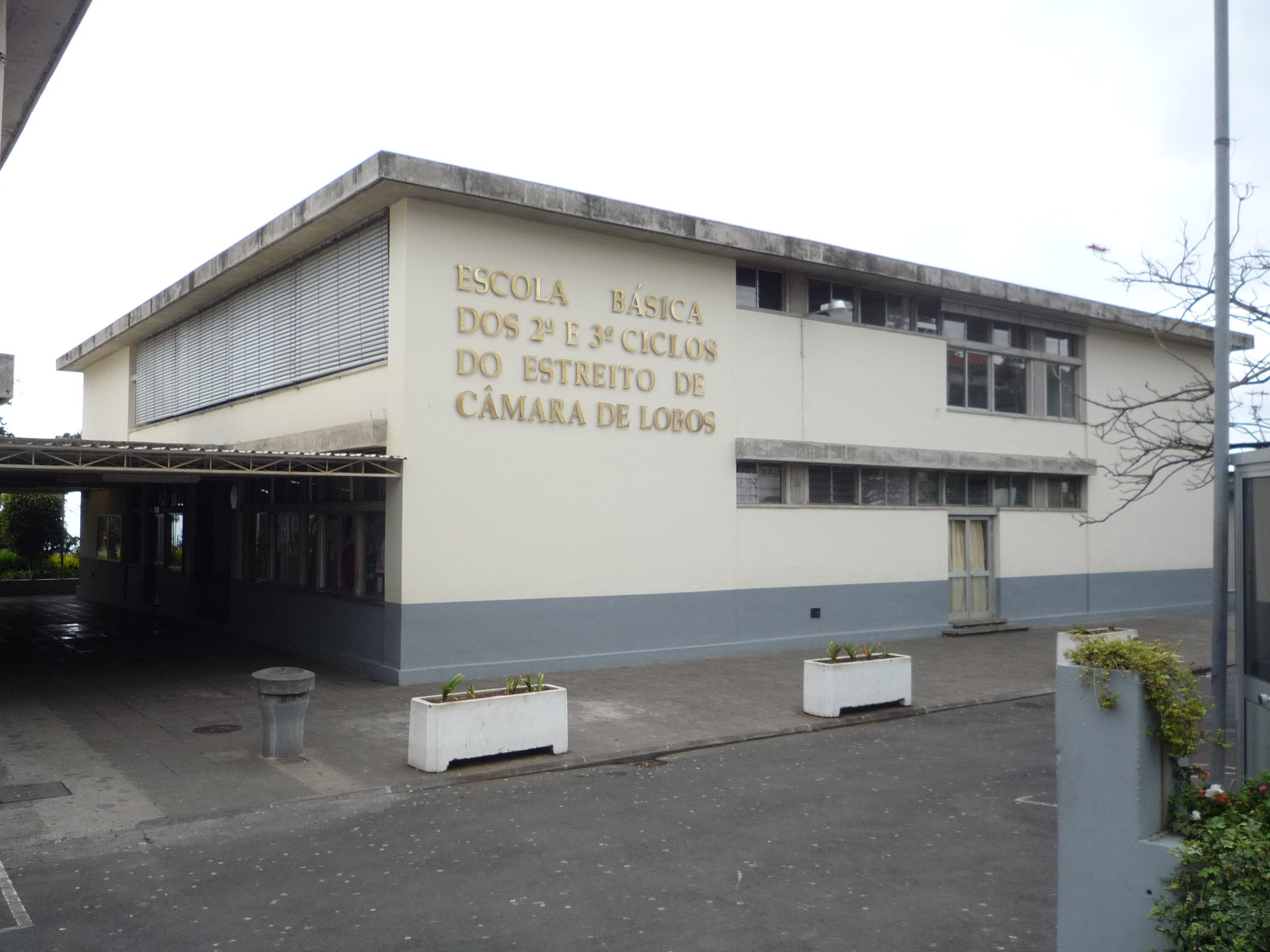
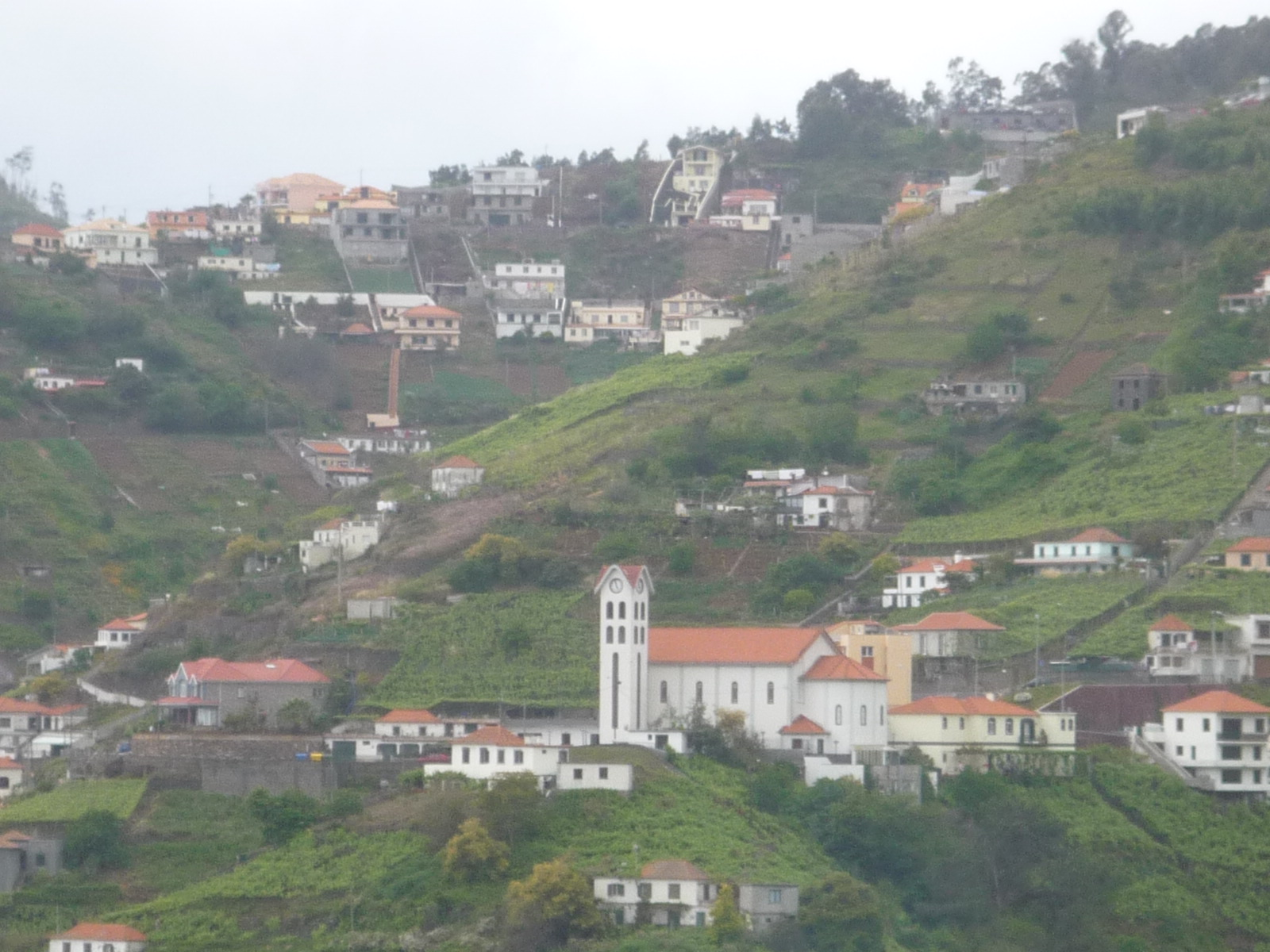